# Menhirs du Châtillonnais
Les menhirs du Châtillonnais, datés du Néolithique, sont les menhirs situés dans le Châtillonnais, en Côte-d'Or.

## Présentation
Si le Châtillonnais, dans le Nord de la Côte-d'Or, en Bourgogne, retient surtout l'attention des archéologues pour la période de Hallstatt, avec le site celtique de Vix, puis pour celle de La Tène, avec le site lingon de Vertillum, il est également notable par ses pierres dressées du Néolithique, dont certaines sont classées aux monuments historiques.

## Les menhirs classés
Trois menhirs sont classés monuments historiques :
- Le menhir du cheval gris à Chambain  Classé MH (1923)[1].  Mesurant 2,30 m sur 1,60 m, il est situé près du tumulus appelé Bosse-de-Menley.
- Le menhir dit de Châtillon à Mauvilly  Classé MH (1923)[2]. Situé à l'origine dans les bois de Vaupinard à Montmoyen il a été transporté par le comte d'Ivory dans son parc de Mauvilly puis dans celui de l’hôtel de ville de Châtillon. Il a été récemment restitué à Mauvilly.
- Le menhir de la tête de chevau à Coulmier-le-Sec  Classé MH (1889)[3]. Aussi dit la Grande Borne[4], il est situé sur la route de Coulmier à Villaines-en-Duesmois dans un champ à droite après la ferme de Rippes.

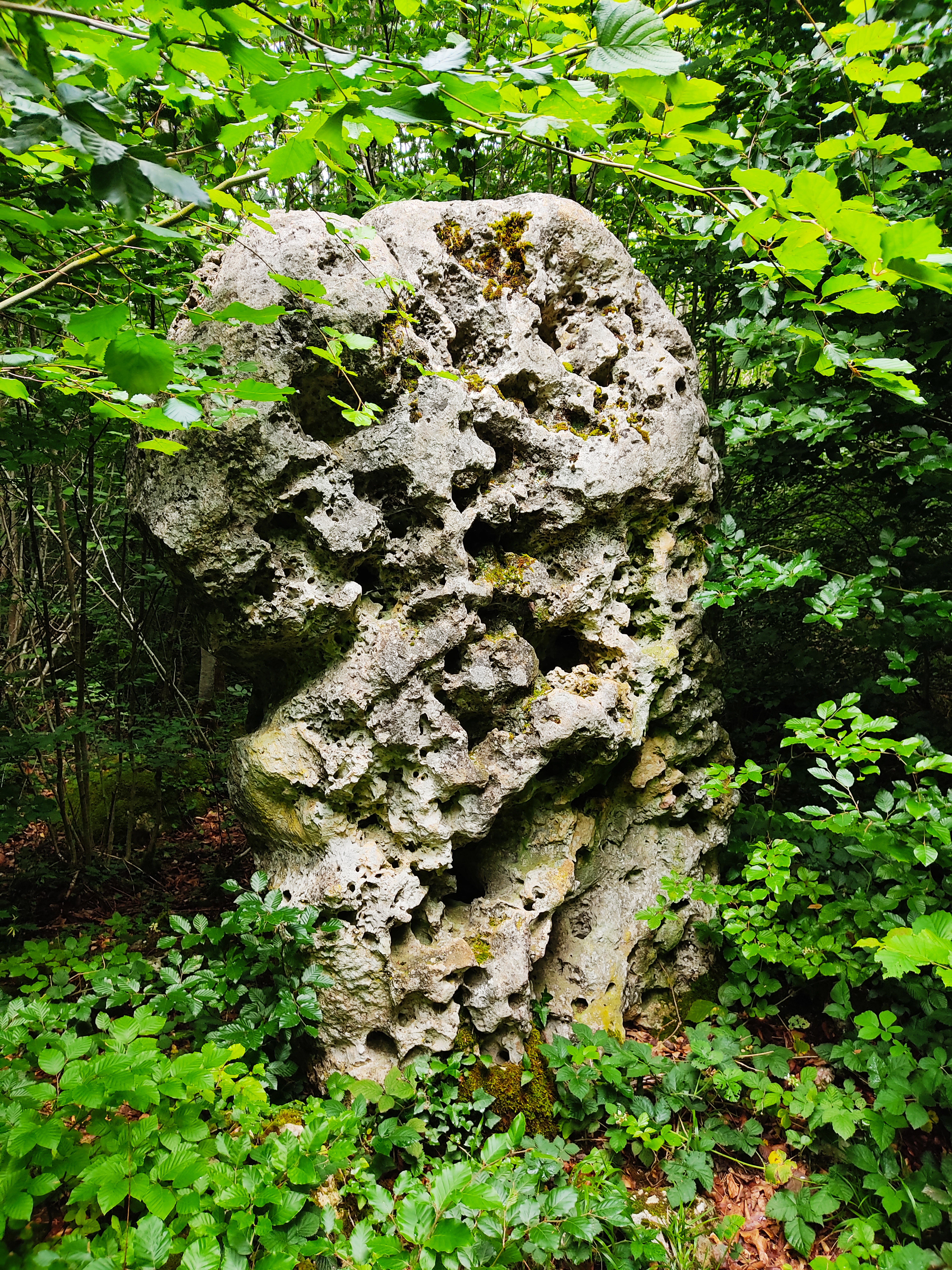
Le cheval gris de Chambain
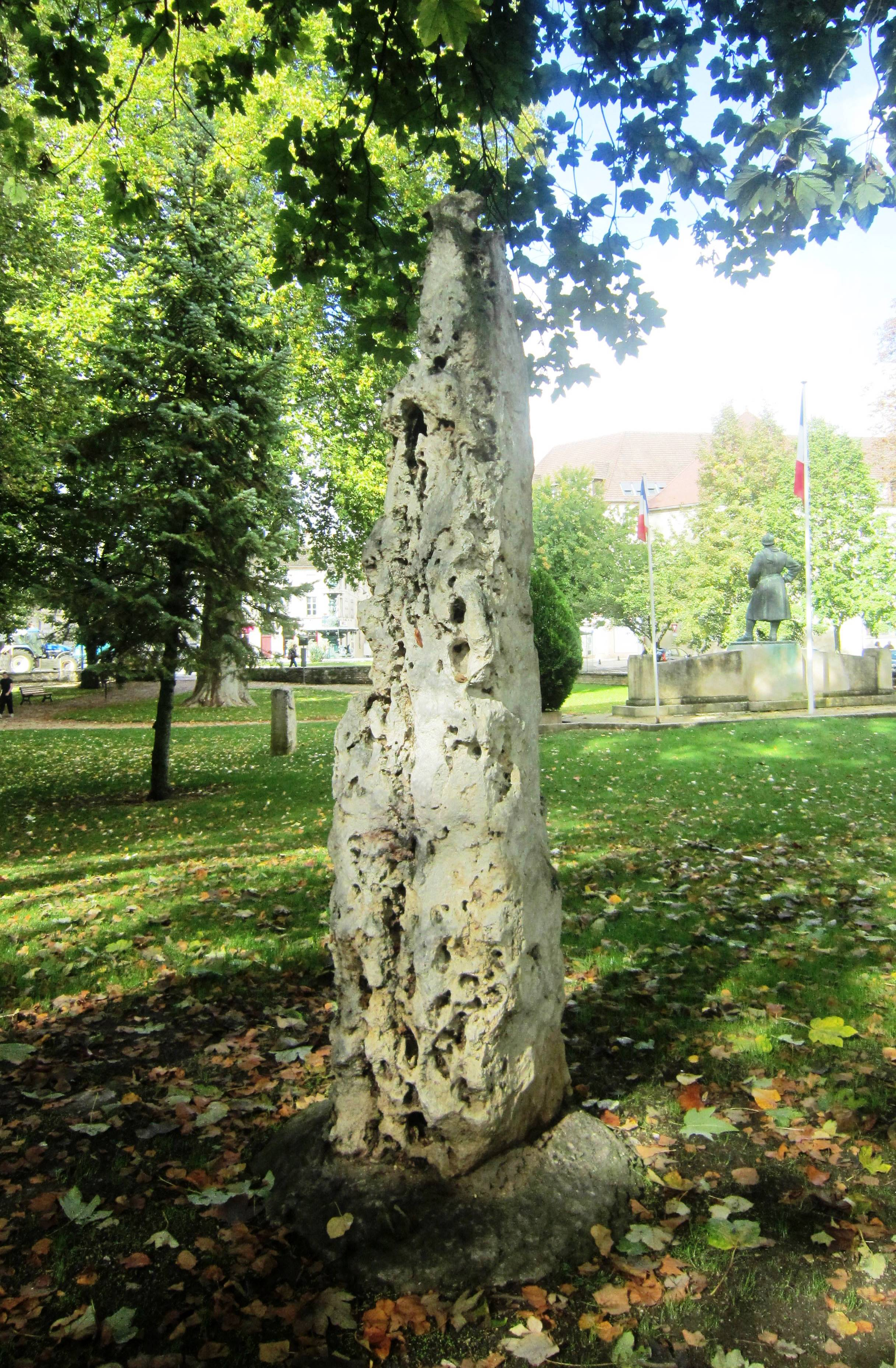
Le menhir dit de Châtillon.
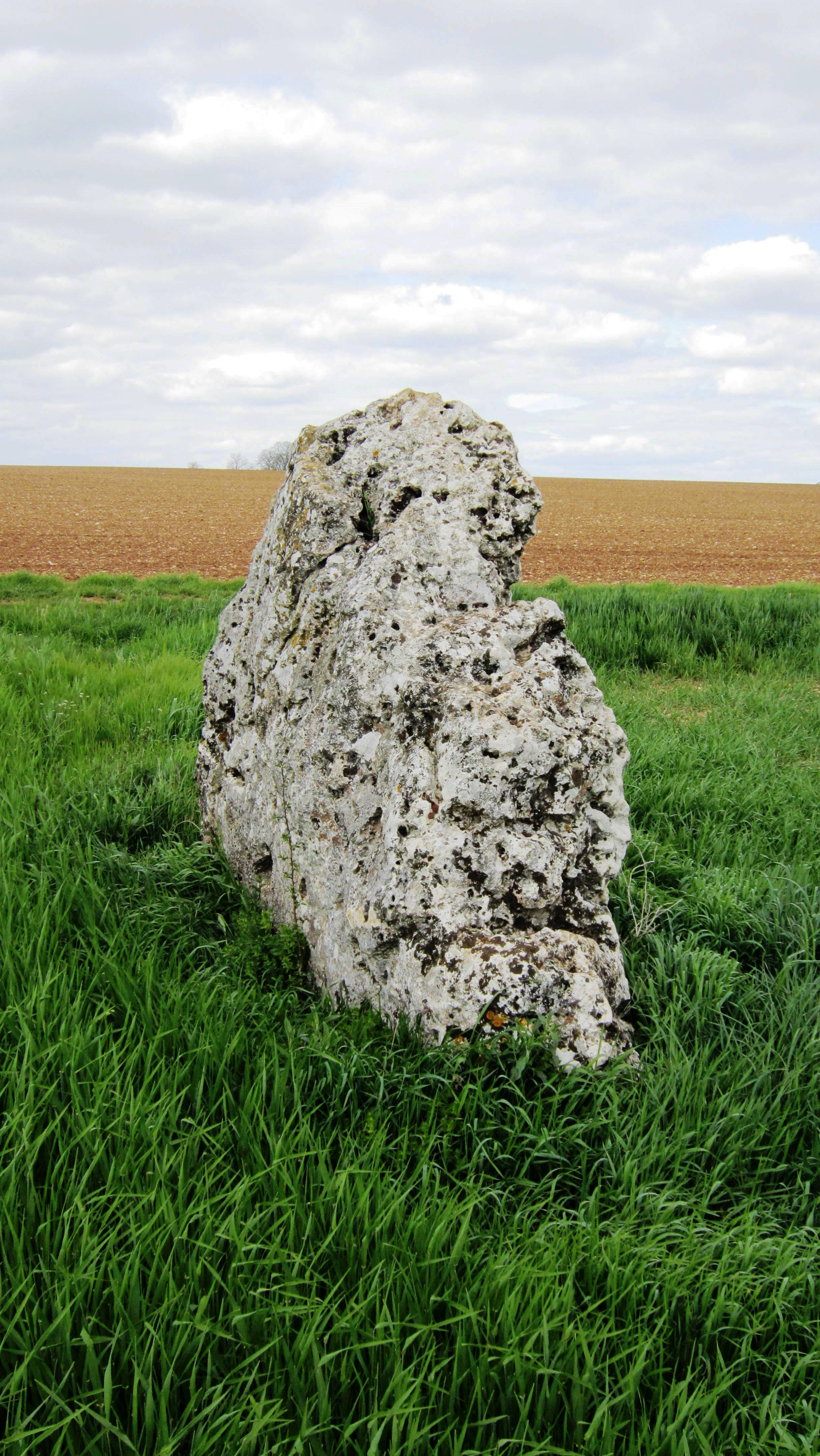
La grande Borne de Coulmier

## Autres menhirs
On note également :
- la pierre fiche d'Aignay-le-Duc
- la pierre de la Folie (1,80 mètre) et celle de Tout-Y-Faut à Ampilly-les-Bordes
- la "pierre" d'Ampilly-le-Sec
- le cheval blanc d'Essarois,
- la pierre qui vire de Gurgy-le-Château,
- la pierre à cupules (2,50 mètres sur 0,90) ré-employée comme pierre des morts du cimetière de Montliot-et-Courcelles
- la pierre percée de Nod-sur-Seine,
- la pierre qui corne de Rochefort-sur-Brévon,

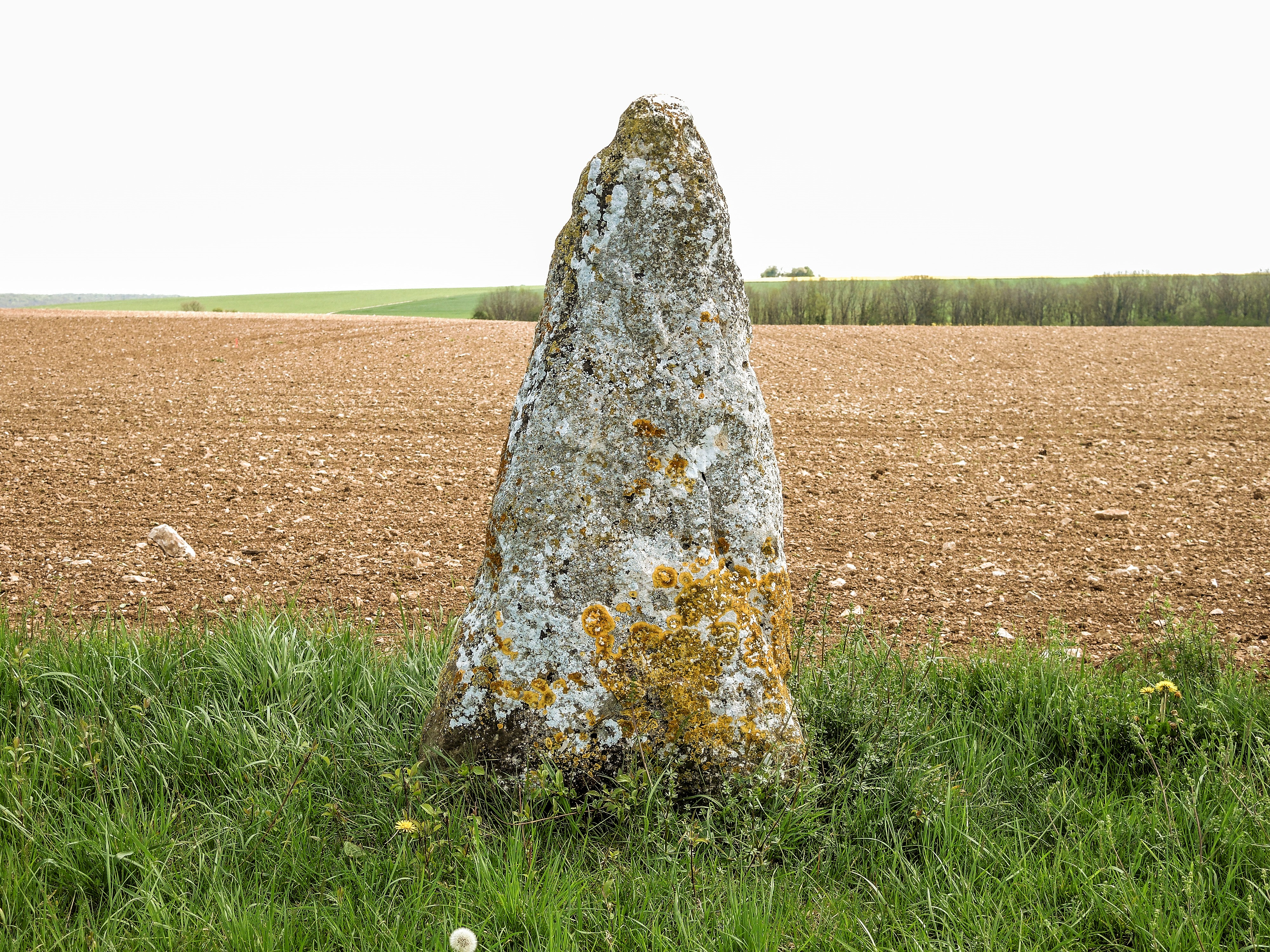
Menhir de Pierre Fiche
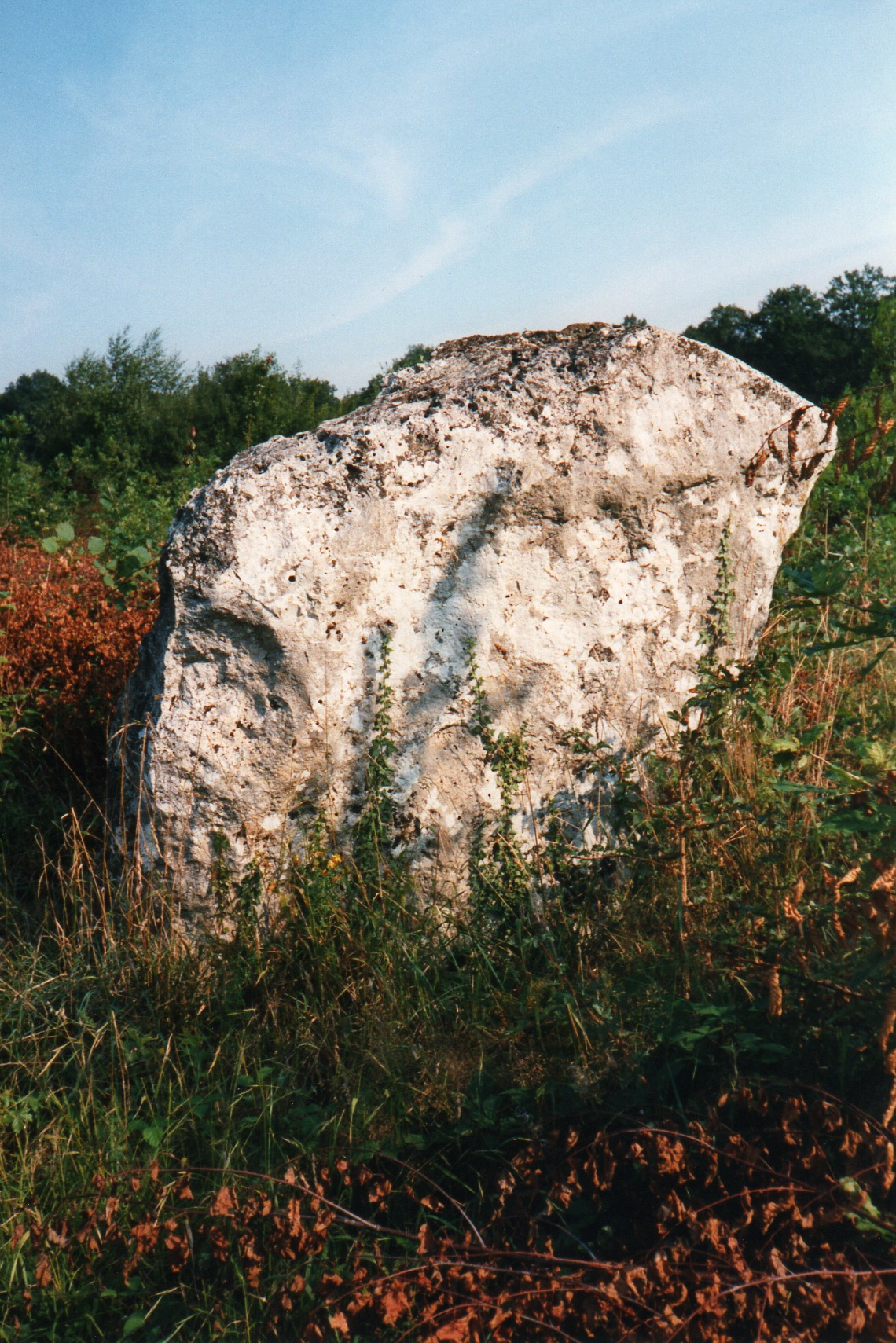
La pierre qui vire de Gurgy.
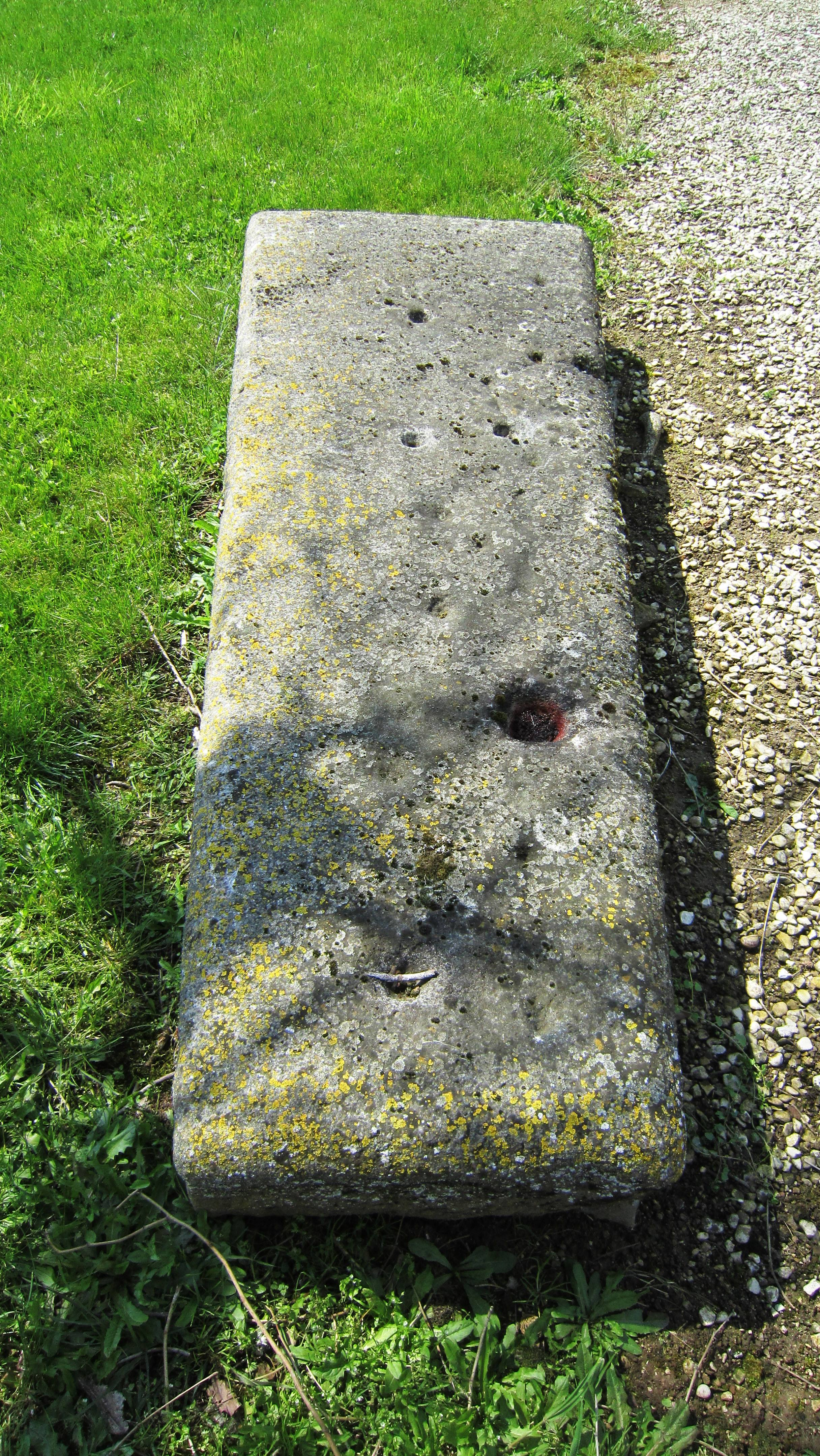
La pierre à cupules de Montliot.

## Autres sites
D'autres lieux attestent également de l'occupation préhistorique du Châtillonnais :
- la source sacrée et l'éperon barré de Duesme, où un fossé datant du néolithique est identifié à proximité des ruines de l'ancien château féodal ;
- les abris sous roche de la petite et de la grande Baume de Balot, sur une terrasse qui domine l'ancien cours asséché de la Laigne, où des silex taillés et des restes d'ossements d'animaux - cheval, ours, renne, renard, loup, hyène, marmotte, rhinocéros laineux, mammouth - ont été trouvés[5] ainsi que dans celle toute proche de la Roche-aux-chats, juste de l'autre côté du lit fossile[6] ;

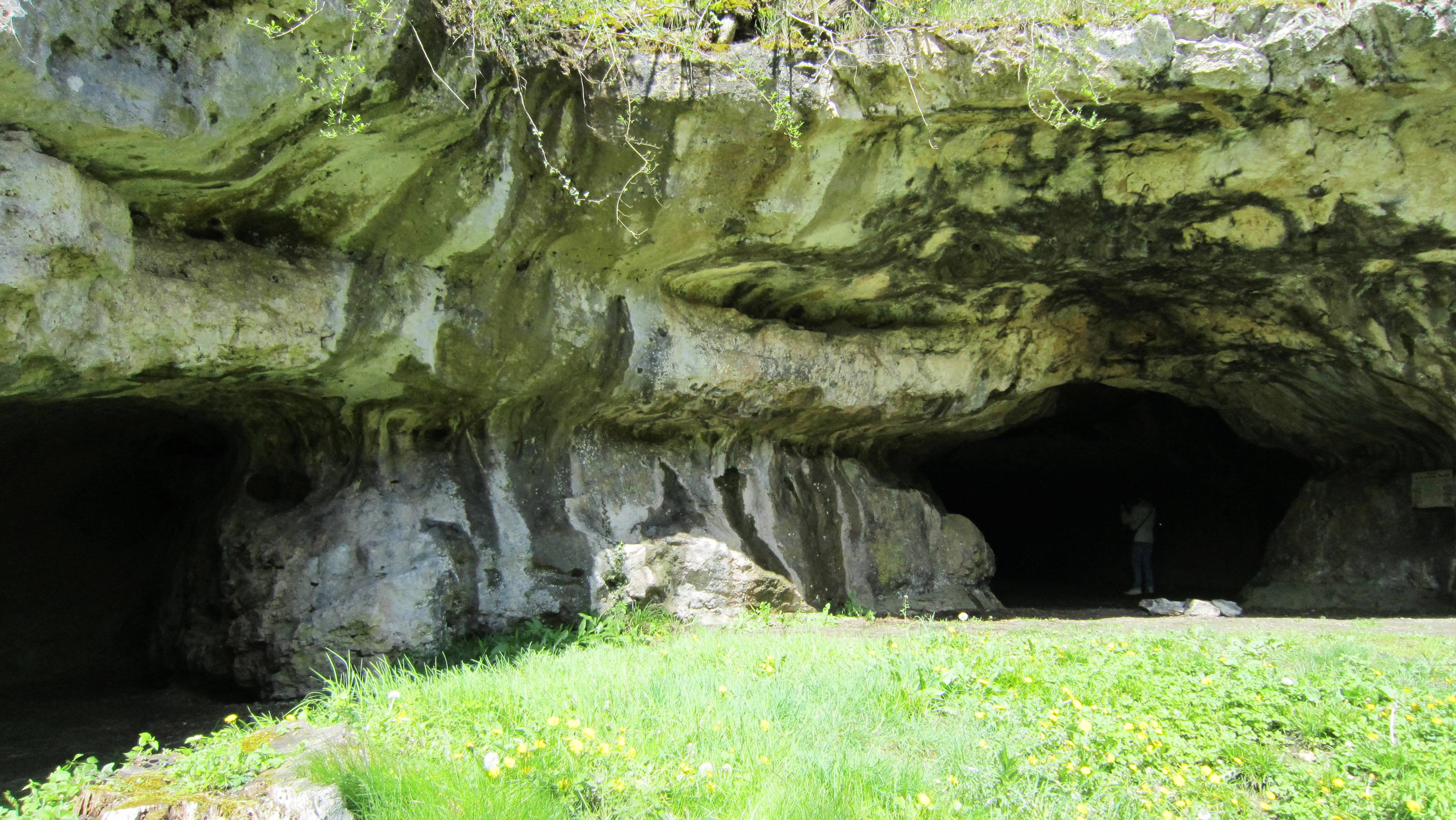
La grande et la petite Baume
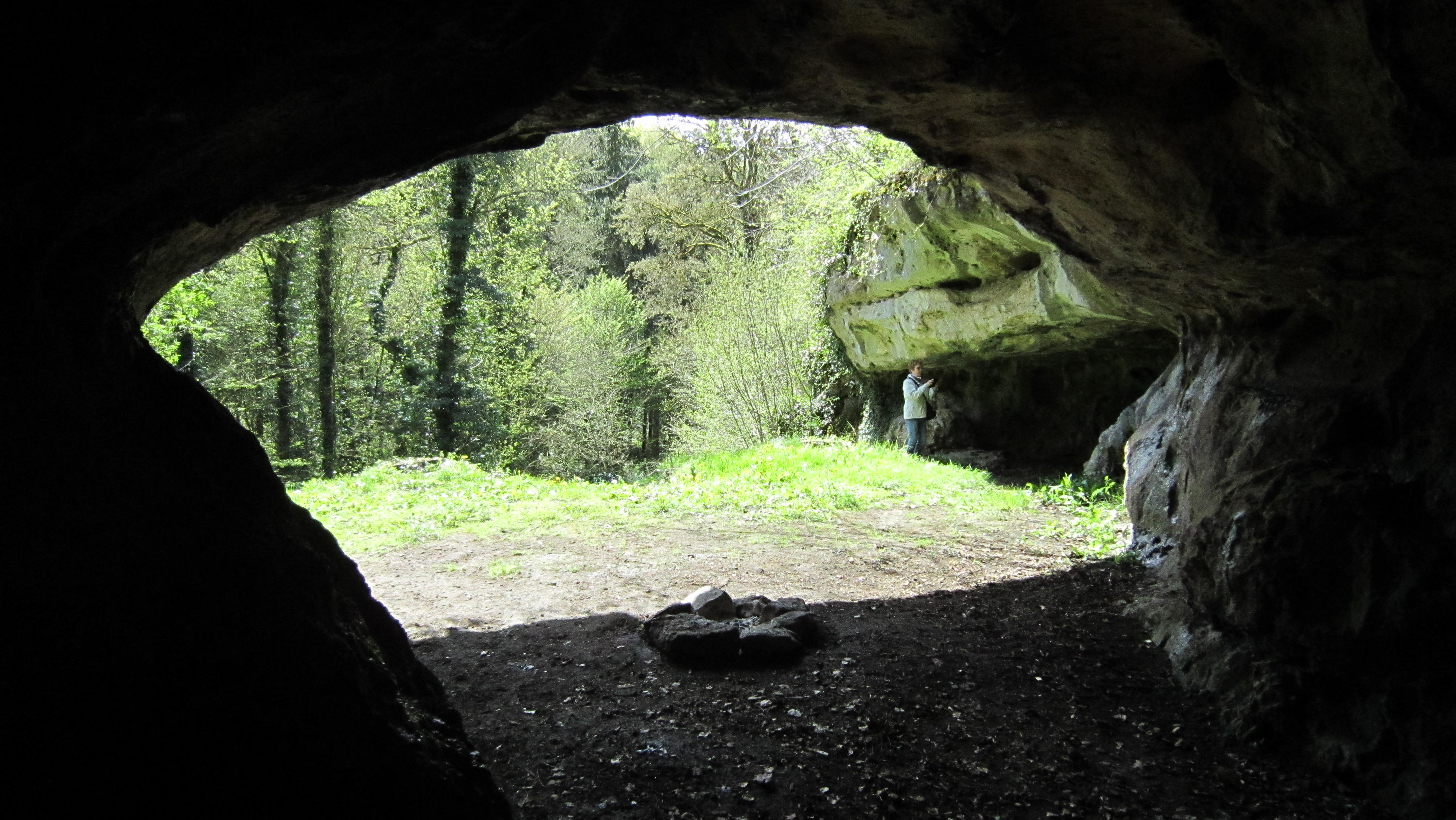
Depuis la grande Baume